# Порядок наследования французского престола (Бонапарты)

Герб Французской империи

В настоящее время претендентом на французский императорский престол с 1997 года является Жан-Кристоф, принц Наполеон (род. 1986), потомок Жерома Наполеона (1784—1860), короля Вестфалии (1807—1813), младшего брата первого императора французов Наполеона I Бонапарта.

## Происхождение Французской империи
Первая империя (или Наполеоновская империя) формально существовала в течение двух периодов, когда главой французского государства был монарх, носивший титул императора.
Первая Французская империя была режимом, установленным полководцем Наполеоном I Бонапартом во Франции. Эта империя просуществовала с 1804 по 1814 год между Первой Французской республикой и Реставрацией Бурбонов, и на короткое время восстановлена в течение Ста дней в 1815 году.
Вторая Французская империя была режимом, установленным во Франции Наполеоном III с 1852 по 1870 год, между Второй Французской республикой и Третьей Французской республикой. Наполеон III был третьим сыном Людовика Бонапарта, младшего брата Наполеона I, и Гортензии Богарне, дочери первой жены Наполеона I Жозефины Богарне от первого брака.
Бонапартизм во Франции имел своих последователей с 1815 года среди тех, кто никогда не принимал поражения в битве при Ватерлоо и Венского конгресса. Смерть Наполеона I в изгнании на острове Святая Елена в 1821 году только передала преданность многих его сторонников другим членам дома Бонапартов.
После смерти сына Наполеона I, известного бонапартистам как Наполеон II, бонапартисты возлагали свои надежды на нескольких разных членов семьи.
После революции 1848 года бонапартисты добились избрания племянника Наполеона I Луи Наполеона Бонапарта в качестве президента Второй французской республики. Они также оказали ему решающую политическую поддержку во время государственного переворота в 1852 году, который сверг республиканскую конституцию и проложил путь для провозглашения в следующем году Второй французской империи во главе с императором Наполеоном III.
В 1870 году Наполеон III привел Францию к катастрофическому поражению от Пруссии во время Франко-прусской войны и впоследствии отрекся от престола.
После свержения Второй Наполеоновской империи была создана Третья французская республика. Бонапартизм ушел из гражданской жизни и монархического блока в неясный статус, более похожий на увлечение, чем на реальное политическое движение. Тревожный звонок для бонапартизма, вероятно, прозвучал, когда Эжен Бонапарт, единственный сын Наполеона III, офицер британской армии, был убит в бою в Зулуланде в 1879 году. После этого бонапартизм перестал быть политической силой.

## Первый Наполеоновский порядок наследования
Порядок престолонаследия в династии Бонапартов определился после вступления на императорский престол в 1804 году Наполеона I. Согласно принятому Наполеоном порядку, Императорский престол наследуется законными мужскими потомками императора по мужской линии. Женщины были полностью исключены из линии престолонаследия. В случае прерывания прямой линии Наполеона I на императорский престол переходил в линию его старшего брата Жозефа Бонапарта и его законных потомков мужского пола по мужской линии, затем в линию его младшего брата Луи Бонапарта и его законных мужских потомков по мужской линии. Другие братья Наполеона, Люсьен Бонапарт и Жером Бонапарт, и их потомки были исключены из порядка наследования, поскольку вступили в браки, не одобренные императором, несмотря на то, что Люсьен был даже старше Луи.
После пресечения законных естественных и усыновленных мужчин, агнатических потомков Наполеона I и двух его братьев, Жозефа и Луи, императорский престол переходил к кандидату, избранному не династическими, княжескими и герцогскими сановниками империи, а утвержденному народным плебисцитом.
В то время, когда Наполеоном было объявлены принципы престолонаследия, у него ещё не было законных сыновей, и казалось маловероятным, что он будет иметь детей от своей первой жены Жозефины де Богарне. Позднее Наполеон развелся с Жозефиной и женился на эрцгерцогине Марии-Луизе Австрийской, дочери австрийского императора Франца I. Их единственным ребёнком был принц Наполеон, король римский (1811—1832), известный в изгнании как Наполеон II, герцог Рейхштадтский. Он умер неженатым, прервав законное потомство Наполеона I.

## Второй Наполеоновский порядок наследования
Старший брат Наполеона I, Жозеф Бонапарт, признанный при создании Первой империи в качестве первого наследника и второй в очереди наследования после рождения принца Наполеона, скончался 28 июля 1844 года, не оставив законных сыновей. У Жозефа было только две дочери Зенаида и Шарлотта, вышедшие замуж за своих кузенов из рода Бонапартов. В декабре 1851 года новым императором Франции стал Наполеон III, племянник Наполеона I и единственный (к тому моменту) сын Людовика Бонапарта, короля Голландии.
После коронации в декабре 1852 года Наполеон III, всё ещё будучи неженатым, воспользовался полномочиями, предоставленными ему сенатом и подтвержденными плебисцитом, чтобы принять новый закон о престолонаследии, признав последнего оставшегося в живых брата Наполеона Жерома Бонапарта своим предполагаемым наследником. Во время правления Наполеона I Жером был одним из братьев, который был обойден в порядке преемственности. Жером Бонапарт был дважды женат, его первой женой была американка Элизабет Патерсон (1803—1805), брак с которой был аннулирован по требованию Наполеона I. В 1807 году с согласия императора Жером вторично женился на принцессе Екатерине Вюртембергской.
Император Наполеон III, остававшийся холостым, начал подыскивать жену, чтобы обзавестись законным наследником. Большинство королевских семей Европы не желали родниться с домом Бонапартов. После нескольких отказов, в том числе от принцесс Каролы Шведской и Адельгейды Гогенлоэ-Лангенбургской, Наполеон III решил жениться по любви, выбрав себе в жены юную красивую графиню Тебу, испанскую дворянку Евгению де Монтихо, которая была воспитана в Париже.
В 1856 году императрица Евгения родила единственного сына и наследника Наполеона Эжена Луи, принца империи, который после поражения своего отца в войне с Пруссией и отречения в сентябре 1870 года отправился в изгнание. Принц Наполеон Эжен стал претендентом на престол Второй Французской империи после смерти своего отца в 1873 году. Как и Наполеон II, Наполеон Эжен также скончался неженатым и бездетным. Все бонапартистские претенденты, начиная с 1879 года, являлись потомками Жерома Бонапарта по мужской линии.

## Список бонапартистских претендентов на французский трон
Эта ветвь претендентов была начата Наполеоном Жозефом Шарлем Бонапартом, носившего прозвище Плон-Плон. Он был единственным законным мужским потомком Жерома Бонапарта от его второго брака с принцессой Екатериной Вюртембергской. Он женился на принцессе Клотильде Савойской и умер в 1891 году. Его сын Виктор, принц Наполеон, следующий претендент, был женат на принцессе Клементине Бельгийской и скончался в 1926 году.
Его сменил его сын Луи Жером Бонапарт (1914—1997), женатый на Аликс де Фореста (род. 1926), дочери графа Альберика де Фореста, который умер в 1997 году. Ему должен был наследовать его старший сын Шарль Мария Жером Виктор Наполеон Бонапарт (род. 1950). Он женился первым браком на принцесса Беатрис Бурбон-Сицилийской (род. 1950), с которой позднее развелся. Позднее он был объявлен исключенным из линии наследования по решению отца, так как развелся с первой женой и вступил во второй брак с простолюдинкой без разрешения отца. Его наследник (признанный некоторыми как глава Дома Бонапарта с 1997 года) — его единственный сын Жан-Кристоф Наполеон.
В законной мужской линии ни у одного из братьев Наполеона, кроме Жерома, нет ныне живущих потомков. Эта ветвь дома Бонапарта признана бонапартистами как династические наследники Наполеона I. В 1883—1950 годах во Франции действовал закон об изгнании всех членов королевских и императорских семей. Также представителям королевских и императорских династий было запрещено проходить службу во французской армии. В 1950 году после отмены этого закона представители дома Бонапартов смогли вернуться из изгнания во Францию.
Глава императорской семьи и ее члены носят титул принцев Наполеон с предикатом «Императорское высочество».
| Претендент                                                                       | Портрет | Дата рождения                                                                                             | Брак                                                                                       | Дата смерти                                                  |
| -------------------------------------------------------------------------------- | ------- | --- | ------------------------------------------------------------------------------------------ | ------------------------------------------------------------ |
| Наполеон I Бонапарт 1814—1815; 1815—1821 (император французов в 1804—1814 годах) |         | 15 августа 1769, Аяччо 2-й сын Карло Буонапарте и Летиции Рамолино                                        | · Жозефина Богарне 9 марта 1796 Нет детей · Мария-Луиза Австрийская 11 марта 1810 один сын | 5 мая 1821 Остров Святой Елены 51 год                        |
| Наполеон Франсуа, герцог Рейхштадтский (Наполеон II) 1821—1832                   |         | 20 марта 1811, Париж единственный сын Наполеона I и Марии-Луизы Австрийской, герцогини Пармской           | Не женат                                                                                   | 22 июля 1832 Вена 21 год                                     |
| Жозеф, граф де Сюрвиллье (Жозеф I) 1832—1844                                     |         | 7 января 1768, Корте старший сын Карло Буонапарте и Летиции Рамолино                                      | Жюли Клари 1 августа 1794 2 ребёнка                                                        | 28 июля 1844 Флоренция 76 лет                                |
| Людовик, граф де Сен-Лё (Людовик I) 1844—1846                                    |         | 2 сентября 1778, Аяччо 4-й сын Карло Буонапарте и Летиции Рамолино                                        | Гортензия Богарне 4 января 1802 3 детей                                                    | 25 июля 1846 Ливорно 67 лет                                  |
| Наполеон III 1846—1852; 1870—1873 (император Франции в 1852—1870 годах)          |         | 20 апреля 1808, Париж младший (3-й) сын Людовика Бонапарта и Гортензии Богарне                            | Евгения де Монтихо 29 января 1853 один сын                                                 | 9 января 1873 Чеслехерст, Лондон 64 года                     |
| Принц Наполеон, граф Пьерфон (Наполеон IV) 1873—1879                             |         | 16 марта 1856, Париж единственный сын Наполеона III и Евгении де Монтихо                                  | Не женат                                                                                   | 1 июня 1879 Королевство Зулу (ныне — Квазулу-Наталь) 23 года |
| Виктор, принц Наполеон (Наполеон V) 1879—1926                                    |         | 18 июля 1862, Париж старший сын Жерома, принца Наполеона и принцессы Марии Клотильды Савойской            | Принцесса Клементина Бельгийская 10 ноября 1910 один ребёнок                               | 3 мая 1926 Брюссель 63 года                                  |
| Луи, принц Наполеон (Наполеон VI) 1926—1997                                      |         | 23 января 1914, Брюссель единственный сын принца Виктора Наполеона и принцессы Клементины Бельгийской     | Аликс де Фореста 16 августа 1949 4 детей                                                   | 3 мая 1997 Пранжен 83 года                                   |
| Жан-Кристоф, принц Наполеон (Наполеон VII) 1997 — н. в.                          |         | 11 июля 1986, Сен-Рафаэль единственный сын Шарля, принца Наполеона и принцессы Беатрис Бурбон-Сицилийской | Олимпия, фон унд цу Арко-Циннеберг 17 октября 2019 один сын                                |                                                              |

## Порядок наследования
- Карло Буонапарте (1746—1785)
  - Жозеф Бонапарт (1768—1844)
  -  Император Наполеон I (1769—1821)
    -   Император Наполеон II (1811—1832)

  - Люсьен Бонапарт (1775—1840)
    - Шарль Люсьен Бонапарт (1803—1857)
      - Люсьен-Луи-Жозеф-Наполеон Бонапарт (1828—1895)
      -  Наполеон Шарль Бонапарт (1839—1899)

    - Луи Люсьен Бонапарт (1813—1891)
    -  Пьер Наполеон Бонапарт (1815—1881)
      -  Ролан Бонапарт (1858—1924)

  - Людовик Бонапарт (1778—1846)
    - Наполеон Луи Бонапарт (1804—1831)
    -   Император Наполеон III (1808—1873)
      -  Наполеон Эже́н Бонапарт (1856—1879)

  -  Жером Бонапарт (1784—1860)
    - Жером Наполеон Бонапарт (1814—1847)
    -  Наполеон Жозеф Бонапарт (1822—1891)
      - Виктор Наполеон Бонапарт (1862—1926)
        -  Луи Наполеон Бонапарт (1914—1997)
          - Шарль Бонапарт (род. 1950)
            -  Жан-Кристоф Бонапарт (род. 1986)
              -  (1) Луи-Шарль Жером Бонапарт (род. 2022)

          -  (2) Жером Ксавье Бонапарт (род. 1957)

      -  Луи Наполеон Бонапарт (1864—1932)

## Порядок наследования в сентябре 1870 года
- Карло Буонапарте (1746—1785)
  - Людовик Бонапарт (1778—1846)
    -   Наполеон III (род. 1808)
      -  (1) Наполеон Эжен, принц империи (род. 1856)

  -  Жером Бонапарт (1784—1860)
    -  (2) Наполеон Жозеф, принц Франции (род. 1822)
      - (3) Наполеон Виктор Жером Фредерик, принц Франции (род. 1862)
      -  (4) Наполеон Луи Жозеф Жером, принц Франции (род. 1864)